# Ihráč
Ihráč (bis 1927 slowakisch auch „Hráč“; ungarisch Dallos – bis 1892 Ihrács) ist eine Gemeinde in der Mitte der Slowakei mit 465 Einwohnern (Stand 31. Dezember 2024), die zum Okres Žiar nad Hronom, einem Teil des Banskobystrický kraj, gehört.

## Geographie

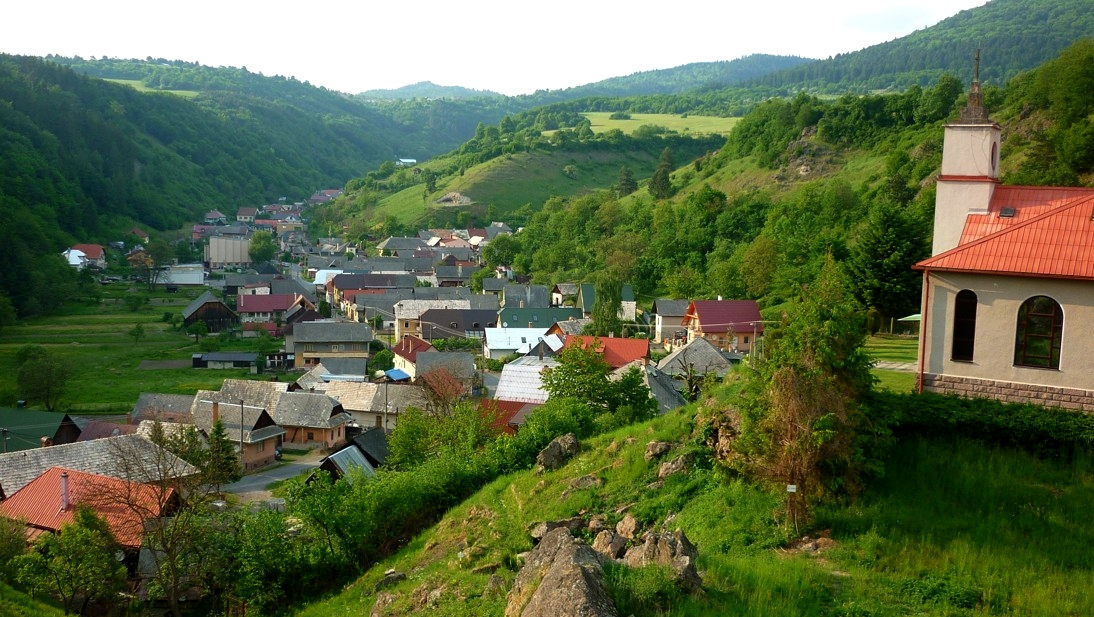
Ihráč

Die Gemeinde befindet sich im Ostteil der Kremnitzer Berge im engen Tal des Ihráčsky potok. Das Ortszentrum liegt auf einer Höhe von 485 m n.m. und ist sieben Kilometer von Kremnica sowie 16 Kilometer von Žiar nad Hronom entfernt.
Nachbargemeinden sind Kremnica im Norden, Železná Breznica im Osten, Trnavá Hora im Süden, Jastrabá im Osten und Nevoľné im Nordwesten.

## Geschichte
Ihráč wurde zum ersten Mal 1388 als Graach schriftlich erwähnt und gehörte damals zum Herrschaftsgebiet der Burg Šášov. Ende des 17. Jahrhunderts übernahm die Bergkammer die Verwaltung. 1601 standen 16 Häuser im Ort, 1715 gab es zwei Mühlen und 19 Steuerpflichtige. 1828 zählte man 60 Häuser und 400 Einwohner, die als Holzfäller und Landwirte beschäftigt waren, dazu gab es zeitweise Förderung von Trachyt-Tuffstein.
Bis 1918 gehörte der im Komitat Bars liegende Ort zum Königreich Ungarn und kam danach zur Tschechoslowakei beziehungsweise heute Slowakei.

## Bevölkerung
| Jahr                | 1994 | 2004    | 2014    | 2024     |
| ------------------- | ---- | ------- | ------- | -------- |
| Anzahl der Personen | 570  | 573     | 539     | 465      |
| Unterschied         |      | +0,52 % | −5,93 % | −13,72 % |

| Jahr                | 2023 | 2024    |
| ------------------- | ---- | ------- |
| Anzahl der Personen | 473  | 465     |
| Unterschied         |      | −1,69 % |

Nach der Volkszählung 2011 wohnten in Ihráč 561 Einwohner, davon 544 Slowaken, drei Tschechen und ein Magyare. 13 Einwohner machten keine Angabe zur Ethnie.
510 Einwohner bekannten sich zur römisch-katholischen Kirche, drei Einwohner zur evangelisch-methodistischen Kirche sowie jeweils zwei Einwohner zur Evangelischen Kirche A. B. und zur Pfingstbewegung; ein Einwohner bekannten sich zu einer anderen Konfession. 19 Einwohner waren konfessionslos und bei 24 Einwohnern wurde die Konfession nicht ermittelt.

## Bauwerke
- römisch-katholische Christus-König-Kirche aus dem Jahr 1938